# ヌマシャコ
ヌマシャコ（沼鷓鴣、Francolinus gularis）は、キジ目キジ科シャコ属に分類される鳥類。

## 分布
インド（アッサム州、アルナーチャル・プラデーシュ州、ウッタル・プラデーシュ州、西ベンガル州、ビハール州）、ネパール西部、バングラデシュのガンジス川、ブラマプトラ川水系

## 形態
全長31.1-39cm。翼長16.2-18.6cm。頭部から体上面は黒褐色の羽毛に被われ、細かく黒い斑紋が入る。眼上部と眼下部は淡褐色の羽毛で被われる。喉や尾羽基部の下面（下尾筒）は赤褐色の羽毛で被われる。胸部から腹部は羽毛の外縁（羽縁）が黒い灰色の羽毛で被われる。尾羽の色彩は赤褐色で黒い斑紋が入る。
虹彩は褐色。嘴の色彩は黒い。後肢の色彩は赤い。
卵は長径3.9cm、短径3cm。オスは後肢に蹴爪がある。

## 生態
標高200m以下にある湿原、氾濫原、湿性草原などに生息する。
繁殖形態は卵生。3-4月に3-6個の卵を産む。

## 人間との関係
開発による生息地の破壊などにより生息数は減少している。また殺虫剤による生息数の減少が懸念されている。